# Coptotettix modiglianii
Coptotettix modiglianii is een rechtvleugelig insect uit de familie doornsprinkhanen (Tetrigidae). De wetenschappelijke naam van deze soort is voor het eerst geldig gepubliceerd in 1898 door Bolívar.